# Liste der Bodendenkmäler in Neumarkt in der Oberpfalz
Auf dieser Seite sind die Bodendenkmäler in der Oberpfälzer Großen Kreisstadt Neumarkt in der Oberpfalz zusammengestellt. Diese Tabelle ist eine Teilliste der Liste der Bodendenkmäler in Bayern. Grundlage ist die Bayerische Denkmalliste, die auf Basis des Bayerischen Denkmalschutzgesetzes vom 1. Oktober 1973 erstmals erstellt wurde und seither durch das Bayerische Landesamt für Denkmalpflege geführt wird. Die folgenden Angaben ersetzen nicht die rechtsverbindliche Auskunft der Denkmalschutzbehörde.

## Bodendenkmäler in Neumarkt in der Oberpfalz
| Lage                                 | Objekt | Akten-Nr.     | Bild           |
| ------------------------------------ | --- | ------------- | -------------- |
| Neumarkt in der Oberpfalz (Standort) | Vorgeschichtliche Siedlung. | D-3-6634-0007 |                |
| Neumarkt in der Oberpfalz (Standort) | Mittelalterlicher Burgstall Heinzburg. | D-3-6634-0040 |                |
| Neumarkt in der Oberpfalz (Standort) | Bestattungsplatz der Hallstattzeit mit weitgehend verebneten Grabhügeln. | D-3-6634-0041 |                |
| Neumarkt in der Oberpfalz (Standort) | Höhensiedlung mit Abschnittsbefestigung vor- und frühgeschichtlicher Zeitstellung. | D-3-6634-0043 |                |
| Neumarkt in der Oberpfalz (Standort) | Bestattungsplatz der Bronze-, Urnenfelder-, Hallstatt- und Latènezeit mit verebneten Grabhügeln. | D-3-6634-0044 |                |
| Neumarkt in der Oberpfalz (Standort) | Siedlungen der Urnenfelderzeit und der Latènezeit. | D-3-6634-0045 |                |
| Neumarkt in der Oberpfalz (Standort) | Vorgeschichtliche Siedlung. | D-3-6634-0061 |                |
| Neumarkt in der Oberpfalz (Standort) | Hallstattzeitlicher Bestattungsplatz, vorgeschichtliche Siedlung. | D-3-6634-0069 |                |
| Neumarkt in der Oberpfalz (Standort) | Frühneuzeitlicher Vogelherd. | D-3-6634-0132 |                |
| Neumarkt in der Oberpfalz (Standort) | Frühneuzeitliche Wüstung Habersmühle. | D-3-6634-0135 |                |
| Neumarkt in der Oberpfalz (Standort) | Mesolithische Freilandstation, vorgeschichtliche Siedlung. | D-3-6634-0143 |                |
| Neumarkt in der Oberpfalz (Standort) | Mesolithische Freilandstation. | D-3-6634-0150 |                |
| Neumarkt in der Oberpfalz (Standort) | Mittelalterlicher Burgstall. | D-3-6734-0004 |                |
| Neumarkt in der Oberpfalz (Standort) | Vorgeschichtliche Siedlung. | D-3-6734-0006 |                |
| Neumarkt in der Oberpfalz (Standort) | Siedlung der Urnenfelderzeit. | D-3-6734-0007 |                |
| Neumarkt in der Oberpfalz (Standort) | Vorgeschichtlicher Bestattungsplatz mit verebneten Grabhügeln sowie Funden der Bronze- und Urnenfelderzeit, mesolithische Freilandstation. | D-3-6734-0037 |                |
| Neumarkt in der Oberpfalz (Standort) | Mittelalterlicher Burgstall. | D-3-6734-0038 |                |
| Neumarkt in der Oberpfalz (Standort) | Vorgeschichtliche Wallanlage, mittelalterliche und frühneuzeitliche Wüstung, Höhensiedlungen der Bronzezeit, der Urnenfelderzeit und der Frühlatènezeit. | D-3-6734-0039 |                |
| Neumarkt in der Oberpfalz (Standort) | Siedlungen der Spätbronze- und Urnenfelderzeit sowie der Frühlatènezeit. | D-3-6734-0053 |                |
| Neumarkt in der Oberpfalz (Standort) | Archäologische Befunde des Mittelalters und der frühen Neuzeit im Bereich der historischen Stadtbefestigung von Neumarkt i.d. Opf. | D-3-6734-0054 |                |
| Neumarkt in der Oberpfalz (Standort) | Archäologische Befunde im Bereich der mittelalterlichen Burgruine Wolfstein, vorgeschichtliche Höhensiedlung. | D-3-6734-0057 |                |
| Neumarkt in der Oberpfalz (Standort) | Archäologische Befunde im Bereich der Evang.-Luth. Kirche und ehem. Schloss- bzw. Burgkapelle St. Margaretha in Woffenbach, darunter die Spuren von Vorgängerbauten bzw. älteren Bauphasen der Kirche, des abgegangenen frühneuzeitlichen Hofmarkschlosses und einer mittelalterlichen Burganlage. | D-3-6734-0058 |                |
| Neumarkt in der Oberpfalz (Standort) | Vorgeschichtliche Siedlung. | D-3-6734-0061 |                |
| Neumarkt in der Oberpfalz (Standort) | Siedlungen der Späthallstatt-/Frühlatènezeit und der frühen Mittelalters. | D-3-6734-0062 |                |
| Neumarkt in der Oberpfalz (Standort) | Vorgeschichtliche Siedlung. | D-3-6734-0063 |                |
| Neumarkt in der Oberpfalz (Standort) | Vorgeschichtliche Siedlung. | D-3-6734-0064 |                |
| Neumarkt in der Oberpfalz (Standort) | Archäologische Befunde des Mittelalters und der frühen Neuzeit im historischen Stadtkern von Neumarkt i.d. Opf. | D-3-6734-0086 |                |
| Neumarkt in der Oberpfalz (Standort) | Archäologische Befunde des Mittelalters und der frühen Neuzeit im Bereich des ehem. Schlosses und der Kath. Hofkirche Mariä Himmelfahrt in Neumarkt i.d. Opf., darunter die Spuren von Vorgängerbauten bzw. älteren Bauphasen.                                                                     | D-3-6734-0087 |                |
| Neumarkt in der Oberpfalz (Standort) | Archäologische Befunde im Bereich der Kath. Pfarrkirche St. Johann Baptist in Neumarkt i.d. Opf., darunter die Spuren von Vorgängerbauten bzw. älteren Bauphasen und der aufgelassene historische Ortsfriedhof mit der abgebrochenen Kapelle St. Georg.                                            | D-3-6734-0088 |                |
| Neumarkt in der Oberpfalz (Standort) | Untertägige Befunde des abgegangenen mittelalterlichen und frühneuzeitlichen Spitals mit Kirchen, Konvent und Friedhof in Neumarkt i.d. Opf. | D-3-6734-0089 |                |
| Neumarkt in der Oberpfalz (Standort) | Archäologische Befunde des Mittelalters und der frühen Neuzeit im Bereich der Kath. Nebenkirche St. Anna, ehem. Siechenhauskapelle, in Neumarkt i.d. Opf., darunter die Spuren von Vorgängerbauten bzw. älteren Bauphasen.                                                                         | D-3-6734-0090 |                |
| Neumarkt in der Oberpfalz (Standort) | Archäologische Befunde im Bereich der Kath. Friedhofskirche St. Jobst in Neumarkt i.d. Opf., darunter die Spuren von Vorgängerbauten bzw. älteren Bauphasen. | D-3-6734-0091 |                |
| Neumarkt in der Oberpfalz (Standort) | Historische Richtstätte der Stadt Neumarkt i.d. Opf. | D-3-6734-0092 |                |
| Neumarkt in der Oberpfalz (Standort) | Archäologische Befunde des Mittelalters und der frühen Neuzeit im Bereich der Kath. Pfarrkirche St. Martin in Pölling, darunter die Spuren von Vorgängerbauten bzw. älterer Bauphasen. | D-3-6734-0132 |                |
| Neumarkt in der Oberpfalz (Standort) | Archäologische Befunde der frühen Neuzeit im Bereich des ehem. Edelsitzes von Pölling. | D-3-6734-0135 |                |
| Neumarkt in der Oberpfalz (Standort) | Erdbauten des Ludwig-Donau-Main-Kanals (1836-45). | D-3-6734-0138 | weitere Bilder |
| Neumarkt in der Oberpfalz (Standort) | Leitgraben des Ludwig-Donau-Main-Kanals (1836-45). | D-3-6734-0140 | weitere Bilder |
| Neumarkt in der Oberpfalz (Standort) | Frühneuzeitlicher Bestattungsplatz. | D-3-6734-0141 |                |
| Pilsach (Standort)                   | Bestattungsplatz der Bronze-, Hallstatt- und Frühlatènezeit mit Grabhügeln. | D-3-6735-0003 |                |
| Deining (Standort)                   | Vorgeschichtlicher Bestattungsplatz mit Grabhügeln. | D-3-6735-0018 |                |
| Velburg (Standort)                   | Bestattungsplatz der Bronze- und Hallstattzeit mit Grabhügeln. | D-3-6735-0025 |                |
| Neumarkt in der Oberpfalz (Standort) | Bronzezeitlicher Bestattungsplatz mit teils verebneten Grabhügeln. | D-3-6735-0027 |                |
| Neumarkt in der Oberpfalz (Standort) | Vorgeschichtlicher Bestattungsplatz mit Grabhügeln. | D-3-6735-0028 |                |
| Neumarkt in der Oberpfalz (Standort) | Vorgeschichtlicher Bestattungsplatz mit Grabhügeln. | D-3-6735-0029 |                |
| Neumarkt in der Oberpfalz (Standort) | Mesolithische Freilandstation, Siedlungen der Urnenfelderzeit und der Späthallstatt- /Frühlatènezeit. | D-3-6735-0030 |                |
| Neumarkt in der Oberpfalz (Standort) | Mittelalterlicher Burgstall. | D-3-6735-0031 |                |
| Neumarkt in der Oberpfalz (Standort) | Bestattungsplatz der Bronzezeit und der Frühlatènezeit mit Grabhügeln. | D-3-6735-0037 |                |
| Neumarkt in der Oberpfalz (Standort) | Vorgeschichtlicher Bestattungsplatz mit Grabhügel. | D-3-6735-0038 |                |
| Neumarkt in der Oberpfalz (Standort) | Vorgeschichtlicher Bestattungsplatz mit Grabhügeln. | D-3-6735-0039 |                |
| Neumarkt in der Oberpfalz (Standort) | Vorgeschichtlicher Bestattungsplatz mit Grabhügel. | D-3-6735-0040 |                |
| Neumarkt in der Oberpfalz (Standort) | Mesolithische Freilandstation. | D-3-6735-0041 |                |
| Neumarkt in der Oberpfalz (Standort) | Vorgeschichtlicher Bestattungsplatz mit Grabhügel. | D-3-6735-0042 |                |
| Neumarkt in der Oberpfalz (Standort) | Gräberfeld der Urnenfelderzeit, vorgeschichtliche Grabhügel, daraus Funde der Frühlatènezeit. | D-3-6735-0043 |                |
| Neumarkt in der Oberpfalz (Standort) | Archäologische Befunde des Mittelalters und der frühen Neuzeit im Bereich der Kath. Pfarrkirche St. Ägidius in Pelchenhofen, darunter die Spuren von Vorgängerbauten bzw. älteren Bauphasen. | D-3-6735-0091 |                |
| Neumarkt in der Oberpfalz (Standort) | Archäologische Befunde des Mittelalters und der frühen Neuzeit im Bereich der Kath. Kirche St. Helena in Helena, darunter die Spuren von Vorgängerbauten bzw. älteren Bauphasen. | D-3-6735-0162 |                |
| Neumarkt in der Oberpfalz (Standort) | Vorgeschichtlicher Bestattungsplatz mit Grabhügeln. | D-3-6735-0164 |                |
| Neumarkt in der Oberpfalz (Standort) | Vorgeschichtliche Siedlung. | D-3-6735-0165 |                |
| Neumarkt in der Oberpfalz (Standort) | Archäologische Befunde des Mittelalters und der frühen Neuzeit im Bereich der Kath. Kirche St. Andreas in Lampertshofen, darunter die Spuren von Vorgängerbauten bzw. älterer Bauphasen. | D-3-6735-0167 |                |
| Neumarkt in der Oberpfalz (Standort) | Untertägige Befunde einer abgegangenen mittelalterlichen und frühneuzeitlichen Kirche. | D-3-6735-0170 |                |